# Otín y Letosa
Otín y Letosa fue un antiguo municipio de la provincia de Huesca, en la región Aragón, España, que se localizaba en la actual comarca altoaragonesa del Somontano de Barbastro. El ayuntamiento se encontraba en la localidad de Otín, principal población.

## Historia
En 1834, Otín junto a Letosa forma un nuevo municipio: "Otín y Letosa". Aparece mencionado en el Diccionario geográfico-estadístico-histórico de España y sus posesiones de Ultramar de Pascual Madoz, donde se describe que en Otín hay 7 casas , 9 vecinos y 67 almas. En 1845, se une al municipio de Rodellar, desapareciendo como ayuntamiento.